# ريبيتول
ريبيتول أو أدونيتول هو كحول البنتوز البلوري (C5H12O5) المتشكل عن طريق اختزال الريبوز . يتواجد في الطبيعة في نبات الأدونيس الربيعي (بالإنجليزية: Adonis vernalis )‏ ، وكذلك في جدران الخلايا من البكتيريا الموجبة لصبغة جرام (على وجه التحديد ، فوسفات الريبيتول ، في أحماض  التيكويك ). كما أنه يسهم في التركيب الكيميائي للرايبوفلافين (فيتامين ب2) .

## وصلات خارجية
- Safety MSDS data
- Biological Magnetic Resonance Data Bank